# إيفو فيكتور
إيفو فيكتور، من مواليد 21 مايو 1942، لاعب كرة قدم تشيكوسلوفاكي سابق. لعب مع منتخب تشيكوسلوفاكيا لكرة القدم وشارك في كأس العالم عام 1970.

## روابط خارجية
- إيفو فيكتور على موقع الاتحاد الدولي (مؤرشف)  (الإنجليزية)
- إيفو فيكتور على موقع الاتحاد التشيكي (الإنجليزية)
- إيفو فيكتور على موقع قاعدة بيانات كرة القدم.إي يو (الإنجليزية)
- إيفو فيكتور على موقع ناشيونال فوتبول تيمز (الإنجليزية)